# Steinbachtal mit Teufelsklippen
Das Naturschutzgebiet Steinbachtal mit Teufelsklippen befindet sich auf dem Gebiet der kreisfreien Stadt Solingen in Nordrhein-Westfalen.

## Lage
Das Naturschutzgebiet liegt im äußersten Norden des Solinger Stadtgebiets innerhalb des Stadtbezirks Gräfrath. Bewohnte Orte am Rand des Gebiets sind Steinbeck, Schieten und Flockertsberg. Die nördliche Grenze bildet der Verlauf des Steinbachs, ein Nebenfluss der Wupper, der auch die Stadtgrenze zu Wuppertal markiert. Nördlich befindet sich das Waldgebiet Klosterbusch. Östlich verläuft neben der Wupper auch die Landesstraße 74 und nordöstlich die Autobahn 46.

## Bedeutung
Das 51,40 ha große Gebiet ist seit 2005 unter der Kennung SG-004 als Naturschutzgebiet ausgewiesen.
Als Schutzzwecke werden im Landschaftsplan der Stadt Solingen u. a. genannt:
- Erhaltung des landschaftstypisch ausgebildeten Kerbtals und weitgehend naturnahen Bachlaufes des Steinbachs,
- Erhaltung und Förderung der ökologisch wertvollen Wald- und Feuchtbereiche mit ihren artenreichen Pflanzen- und Tierbeständen,
- Erhaltung der charakteristischen waldgebundenen Säugetier-, Vogel-, Reptilien-, Amphibien- und Wirbellosenfauna,
- Erhaltung der natürlichen Felsformationen wegen der Seltenheit der natürlichen Felsen, der besonderen Eigenart und der hervorragenden Schönheit des Gebietes und
- Erhaltung des Prächtigen Dünnfarn (Trichomanes speciosum) in den Teufelsklippen, einer Art gemäß Anhang II der FFH-Richtlinie, deren Schutz EU-weit von gemeinschaftlichem Interesse ist.

Die Teufelsklippen sind eine Felsformation, die sich an einem steilen, überwiegend bewaldeten Hang am Westufer der Wupper befindet. Es handelt sich um bis zu 5 m hoch herausragende, nord- und ostexponierte Felsen. Zwischen zwei größeren Formationen ziehen sich verbindende Felsbänder. In den Felsen befinden sich tiefe, schattige Felsspalten und kleine Höhlen, die den Lebensraum des Hautfarns Trichomanes speciosum (Prächtiger Dünnfarn) bilden. Der in der Form als Gametophyt eher unscheinbare, watteartig aussehende Farn ist eine seltene Art, die auf ganz spezielle luftfeuchte, beschattete Umgebung angewiesen ist und für die ein besonderes Schutzgebiet im Rahmen des Natura 2000-Netzes ausgewiesen werden muss.
Unter den im Steinbachtal lebenden Wirbeltieren sind als besonders schützende Tierarten hervorzuheben: Habicht, Kleinspecht, Ringelnatter, Waldeidechse und Feldhase. Bei den Pflanzenarten handelt es sich u. a. um: Sparriges Torfmoos, Haken-Wasserstern, Breitblättrige Stendelwurz.

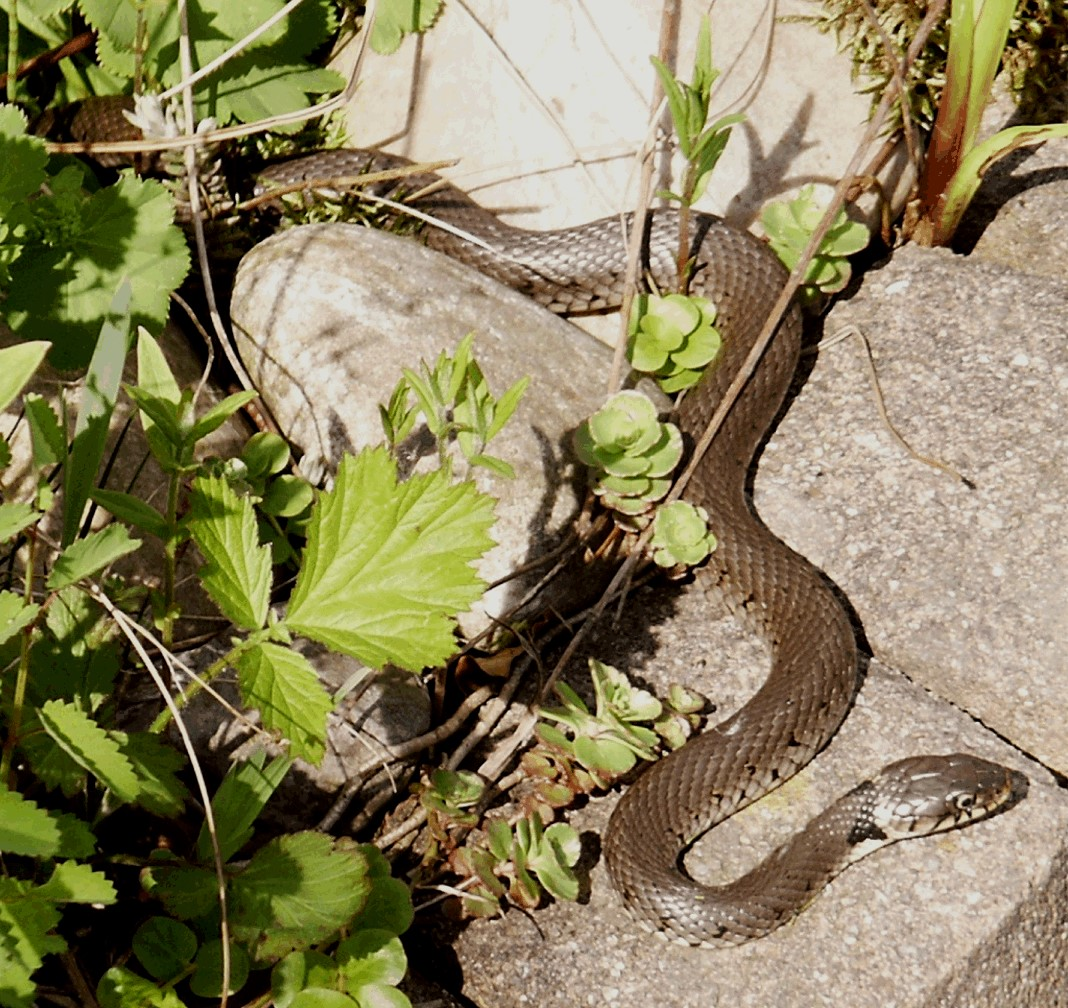
Ringelnatter (Natrix natrix)
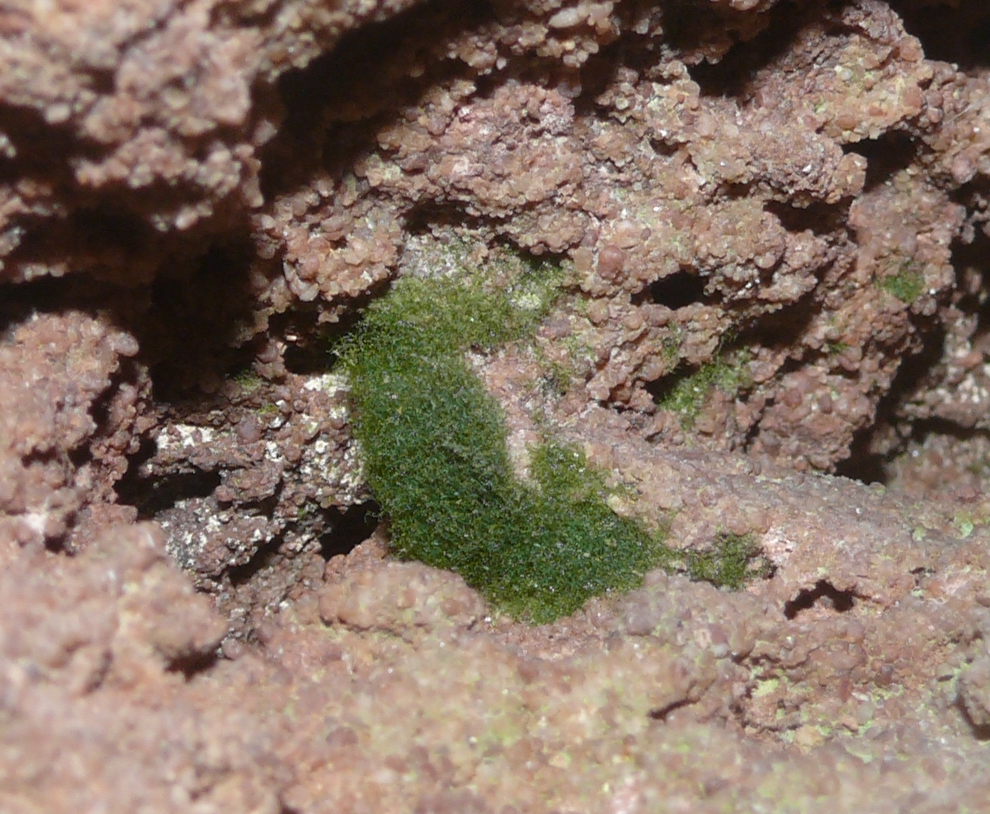
Prächtiger Dünnfarn (Trichomanes speciosum)
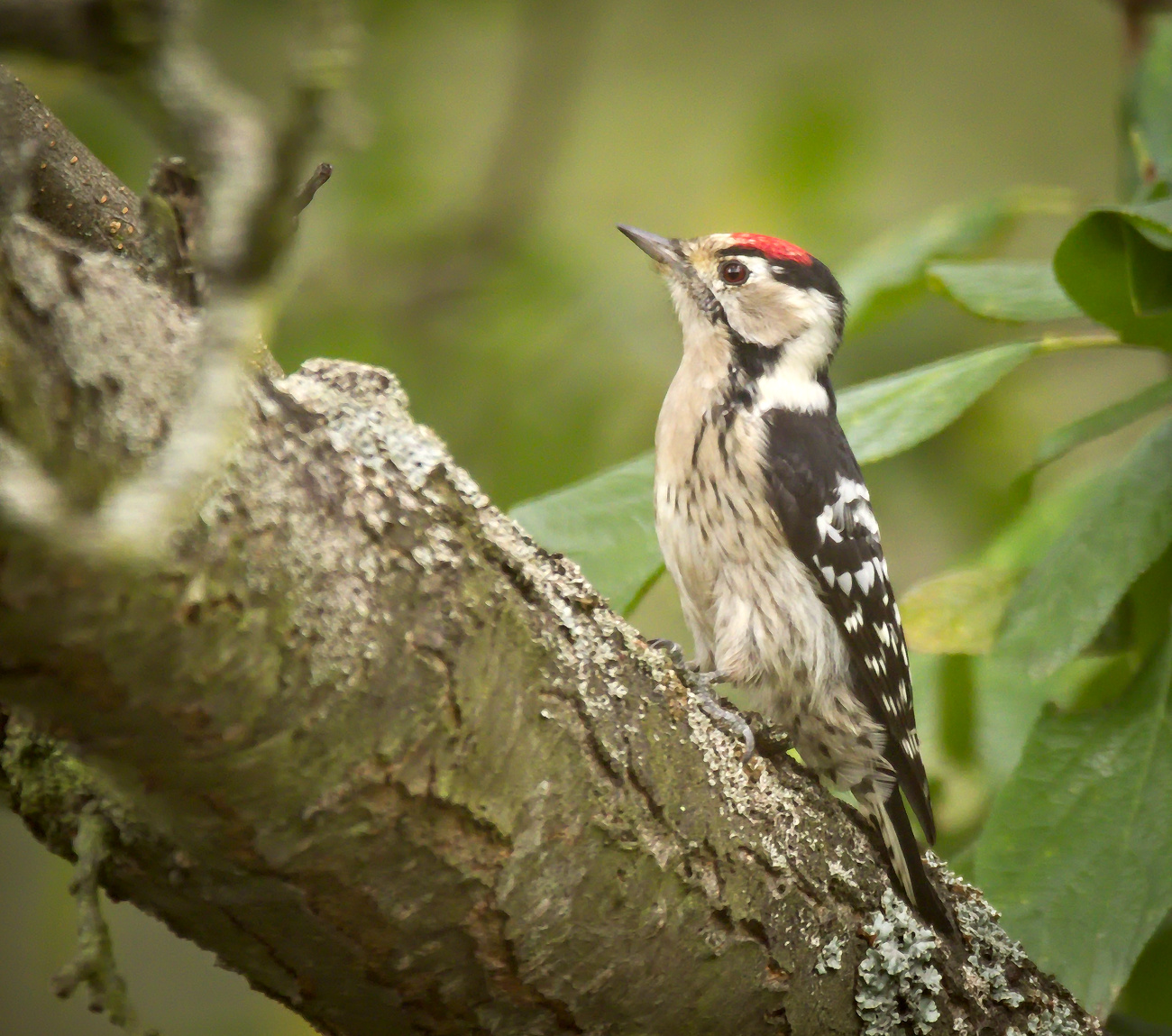
Kleinspecht (Dryobates minor)
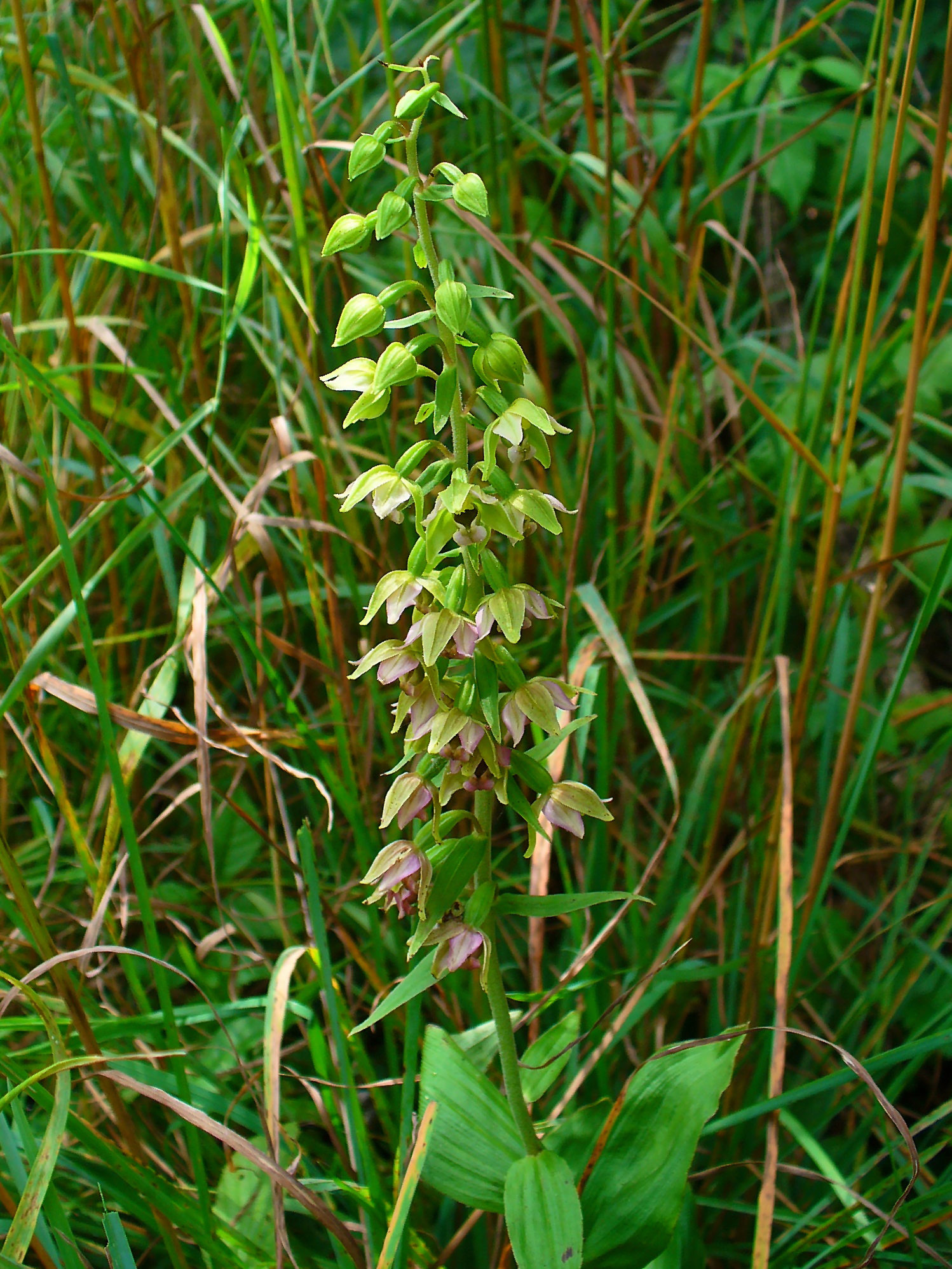
Breitblättrige Stendelwurz (Epipactis helleborine)
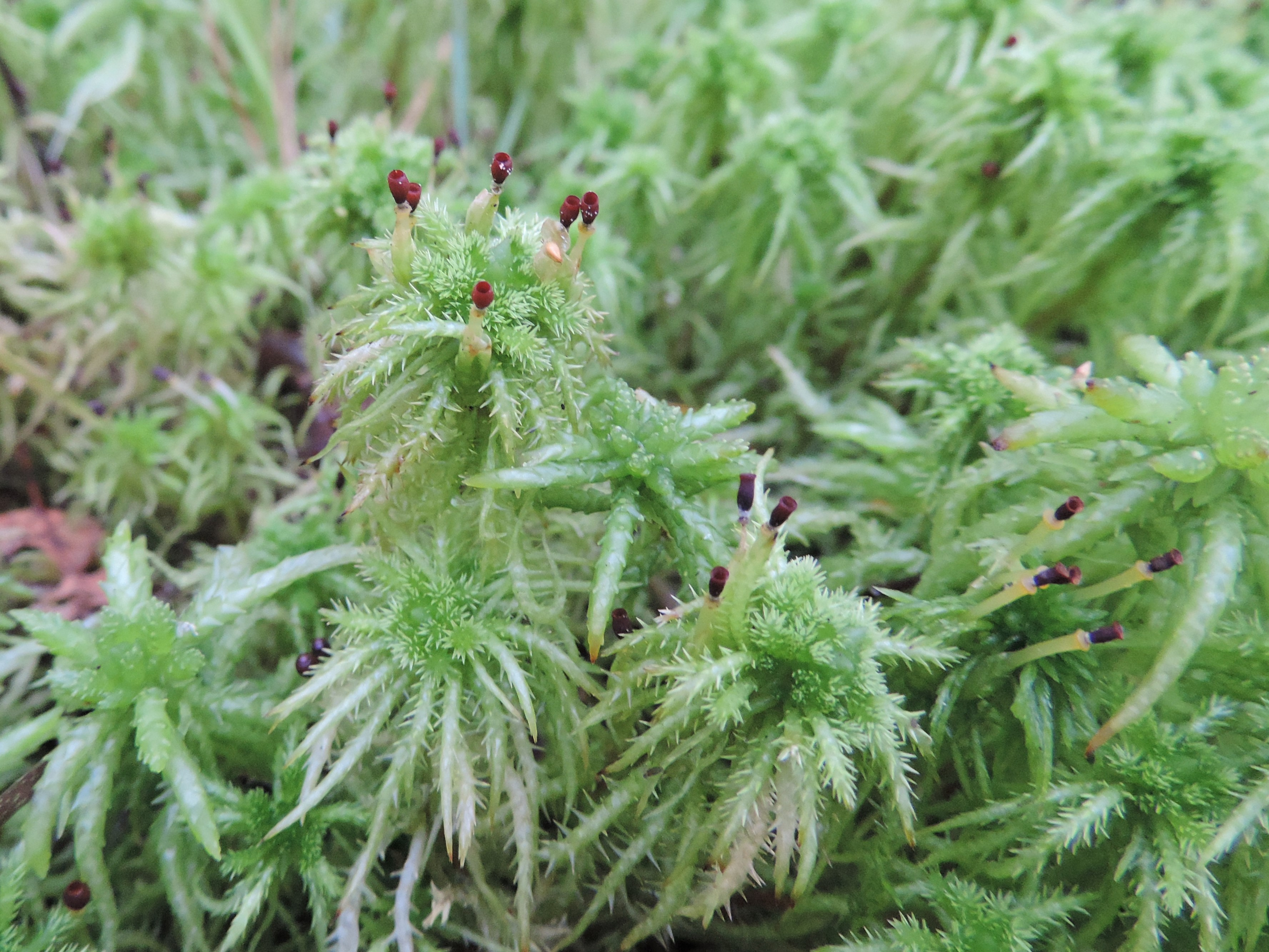
Sparriges Torfmoos (Sphagnum squarrosum)
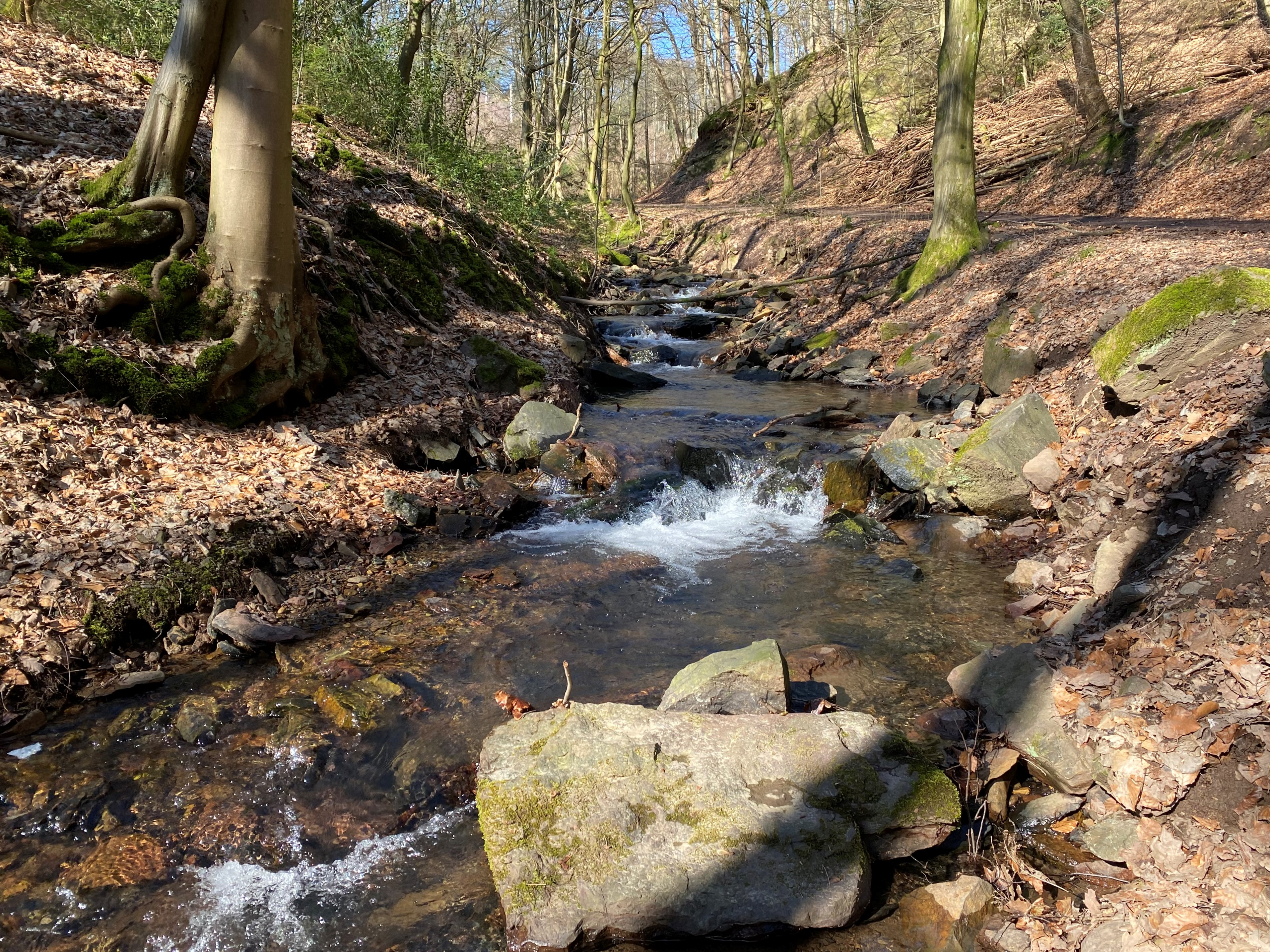
Steinbach
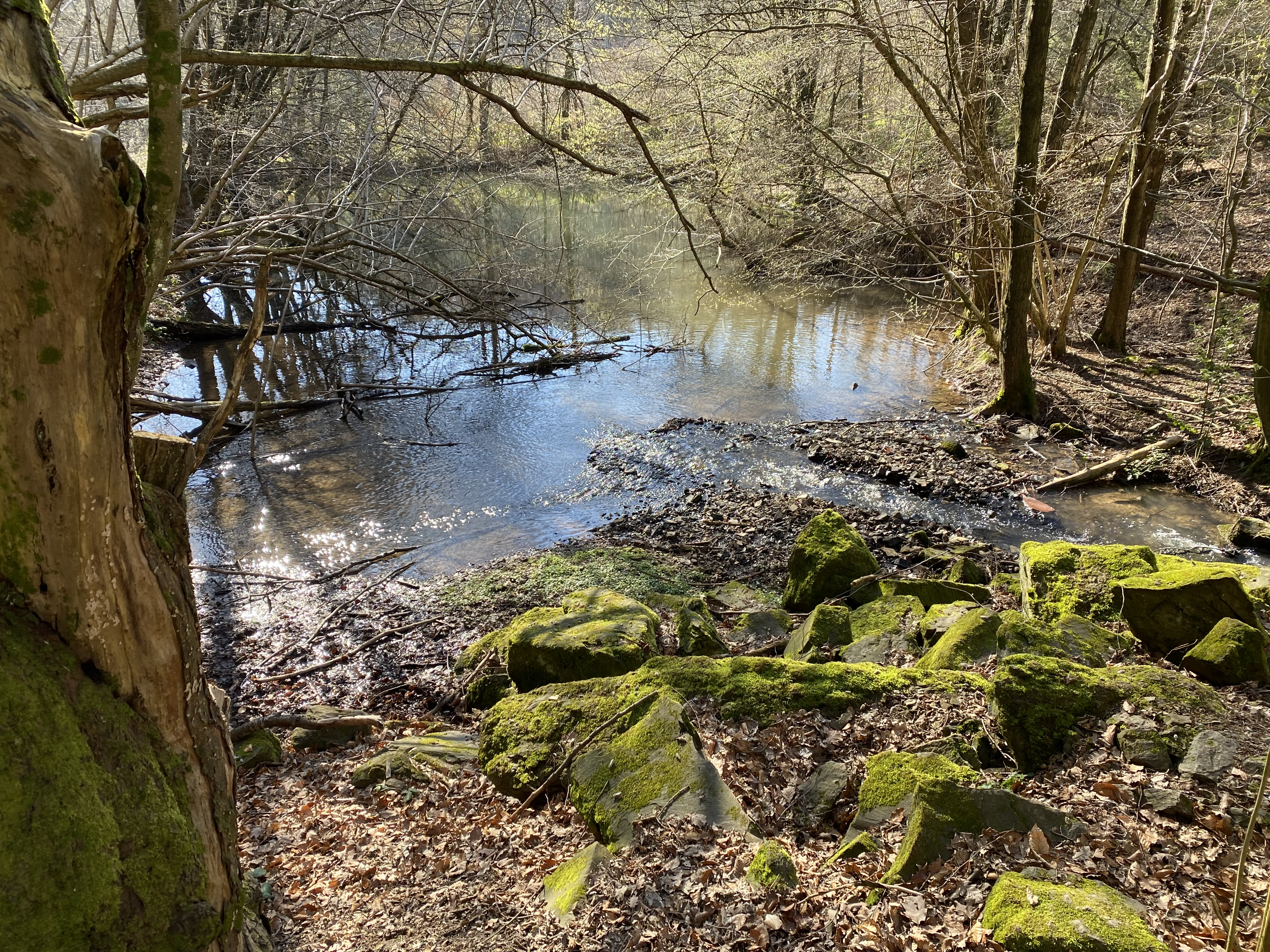
Teich im unteren Steinbachtal